# Gangmaakmotor

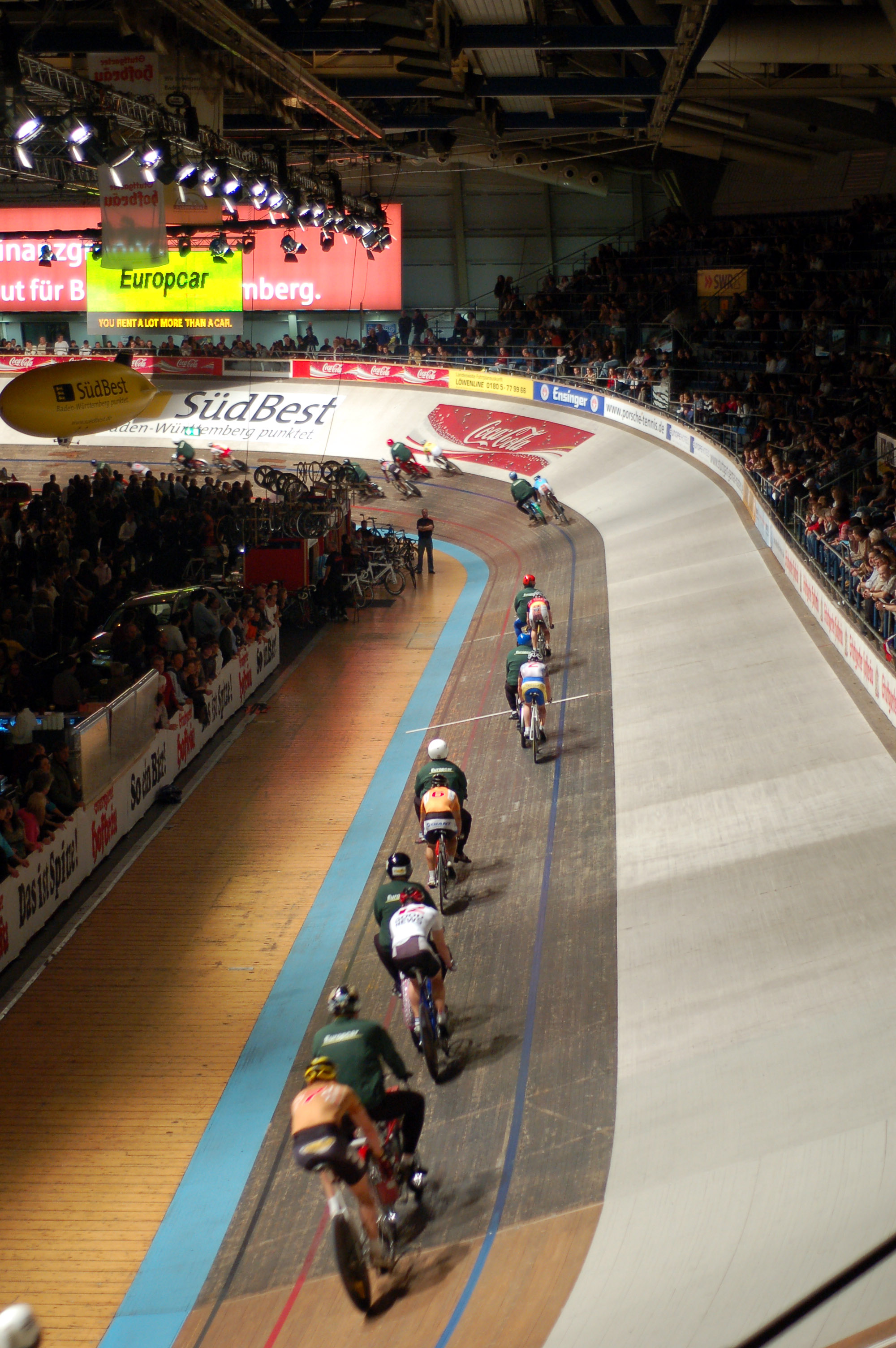
Wedstrijd achter Derny’s (Zesdaagse Stuttgart 2008)

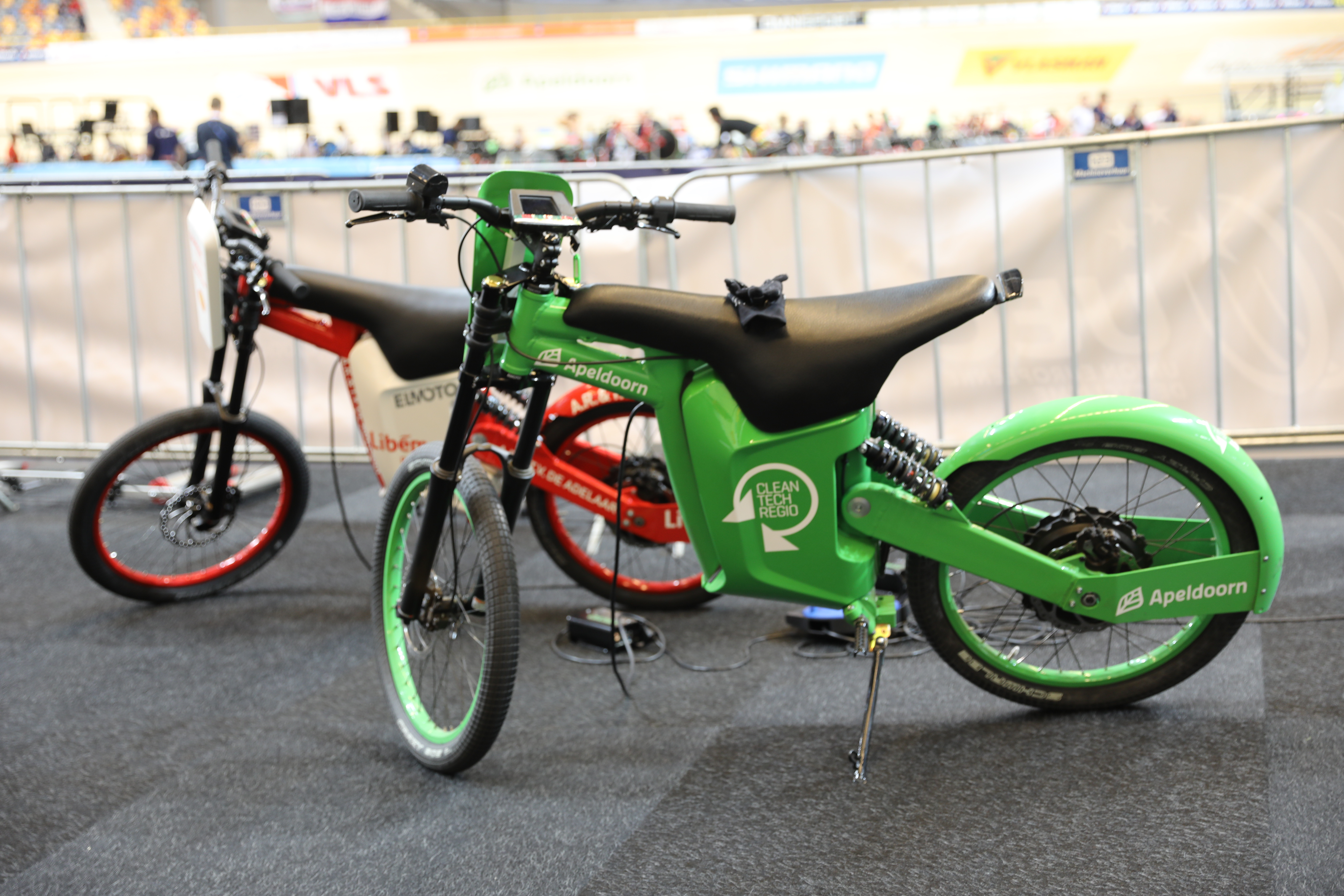
EDerny

Een gangmaakmotor is een motorfiets die door gangmakers gebruikt wordt om wielrenners bij het stayeren uit de wind te houden. 
Een gebruikelijk term binnen het wielrennen hiervoor is dat de gangmaker (ook wel: entraineur) "abri" maakt. Vanaf een zekere snelheid heeft de abri een aanzuigende werking op de wielrenner achter de gangmaker, zelfs in de vorm van "rugwind" voor die renner. Zo kan een wielrenner, waar gebruik wordt gemaakt van zware motoren, snelheden tot 90 kilometer per uur bereiken.
Bij de zware motoren, die gebruikt worden voor "stayerwedstrijden", die op wielerbanen plaatsvinden, stelt het bijzonder lange stuur de gangmaker in staat rechtop te staan of (minder gebruikelijk) te zitten en aldus zo veel mogelijk abri te maken (verlenen).
De lichte gangmaakmotoren van het Franse merk Derny zijn zo populair geworden dat ze synoniem voor dit type motor voor wedstrijden zijn geworden. Men spreekt in dit verband over derny's en dernywedstrijden, die op de baan en op de weg gehouden kunnen worden, in plaats van stayerwedstrijden. De laatste houden een afzonderlijke (en sinds de jaren 1990 relatief kleine) discipline van het baanwielrennen in, door, in verband met de hoge snelheden, de specifieke vaardigheden die gevergd worden van de gangmaker en van de wielrenner en de specifieke vereisten aan het ontwerp van de wielerbaan (voldoende schuine en ook ruime bochten).

## Geschiedenis van de zware gangmaakmotoren

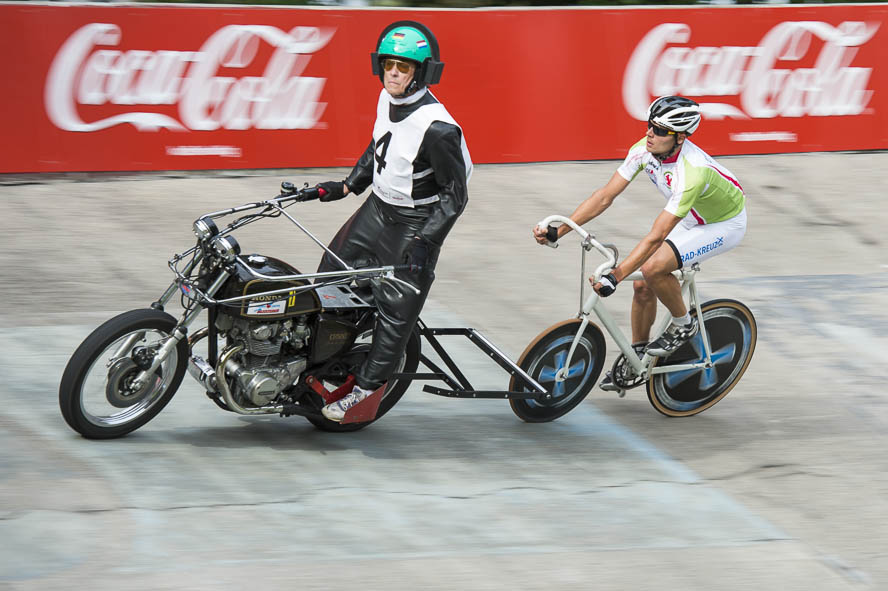
Zware gangmaakmotor in 2022

Na de Eerste Wereldoorlog bouwde Alessandro Anzani een zware 2000 cc V-twin door twee cilinders van een stermotor van een vliegtuig te gebruiken. Deze machine had nog snuffelkleppen, handsmering en een accu-bobine-ontsteking. Er was geen koppeling noch een versnellingsbak aan boord. Vanaf de krukas werd het achterwiel via een 10 cm brede riem aangedreven. De motorfiets had voldoende vermogen om het meetrappen van de gangmaker overbodig te maken. Pas in 1925 kwam er een verbeterde motor, van Louis Bac, die als vliegtuigingenieur bij Peugeot werkte en zijn motor samen met een collega en met gangmaker Arthur Pasquier ontwikkelde. Deze "BAC" had eveneens een V-twin motor, maar nu met gecommandeerde kleppen en een cilinderinhoud van 2.400 cc. Daarvoor was de slag met liefst 28 mm verlengd, tot 138 mm, terwijl de boring slechts 105 mm bedroeg. Het ontwikkelde koppel zorgde ervoor dat de motor tot bijna het stationaire toerental kon worden afgeknepen, maar zonder koppeling of versnellingsbak toch ca. 110 km/h kon halen en zelfs dan niet meer dan 2.000 tpm draaide. Hoewel deze machine een wet-sump smeersysteem had, was er slechts een halve liter olie aan boord. In 1935 verbeterde de Fransman Meyer de BAC. Hij maakte een dry-sumpsysteem met een aparte olietank. Toen deze Meyer-BAC in 1938 uit productie ging werden er geen zware gangmaakmotoren meer gebouwd. Dat betekende ook dat de gangmakers zelf voor onderhoud én onderdelen moesten zorgen. Toen ze in 1973 door de UCI verboden werden, werd geschat dat er nog 86 zware gangmaakmotoren in Europa waren. Er werd toen ook gereden met lichtere handelsmotoren: machines tot 1.000 cc waarbij de gangmakers op de pedalen stonden om een zo groot mogelijke slipstream te maken. De KNWU had toen 10 BSA A65T Thunderbolts in bezit, die door gangmaker Joop Stakenburg onderhouden werden, maar dus geen privébezit meer waren.
Sinds 2015 wordt de EDerny gebruikt en komt er een einde aan pruttelende brommers en hallen die blauw zien van de uitlaatgassen.

## Trivia
- Aan het einde van de 19e eeuw en het begin van de 20e eeuw werden tandem-gangmaakmotoren gebruikt, waarbij een bestuurder, voorover hangend, de motorfiets bestuurde en de passagier, rechtop zittend, het gas bediende.
- George W. Hendee maakte aan het einde van de 19e eeuw onder de naam "American Indian" fietsen en hij sponsorde ook wielrenners en wielerwedstrijden. Hij was echter ontevreden over de zware, trage gangmaakmotoren, die soms door zijn renners gewoon voorbij gereden werden. Hij vond een lichte "tandem-pacer" bij Carl Oscar Hedstrom, en besloot samen met hem zelf motorfietsen te gaan produceren, waardoor het merk Indian ontstond.

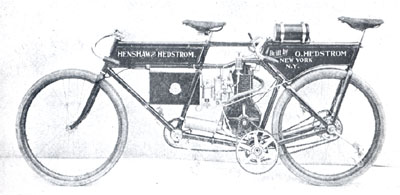
De eerste motorfiets van Carl Oscar Hedstrom, een van de oprichters van Indian, was deze tandem-pacer uit 1899
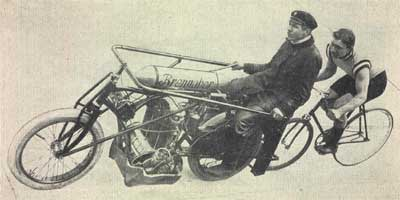
Bruno Demke achter gangmaker Paul Dunkel op een Brennabor in 1905
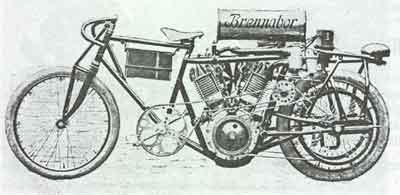
Brennabor tweezits-gangmaakmotor uit 1905
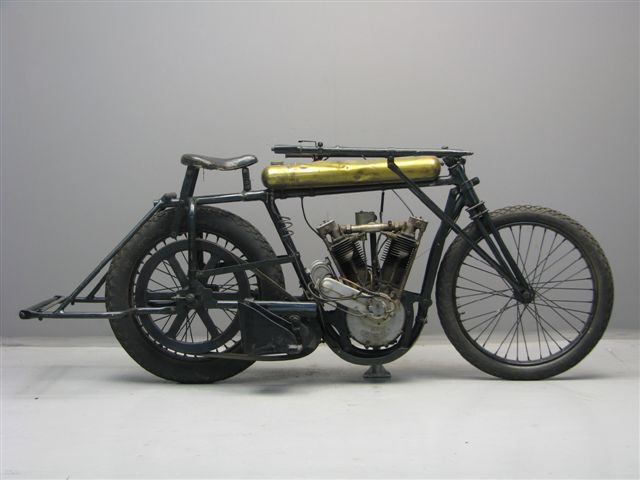
MAG Velodrome Stayer 1093 cc gangmaakmotor uit 1924
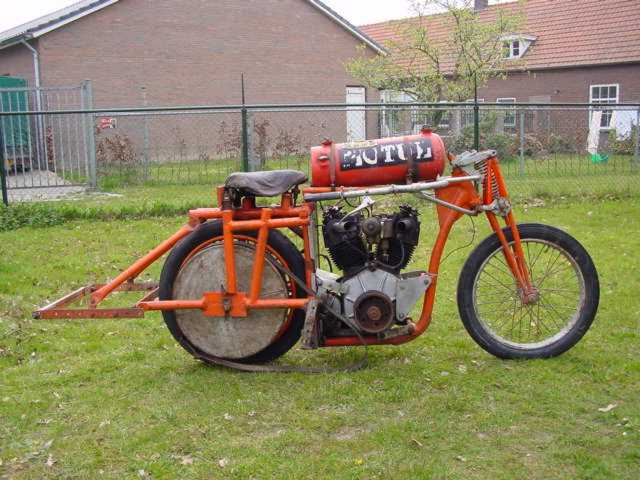
Meier BAC Stayer 2400 cc gangmaakmotor uit 1932
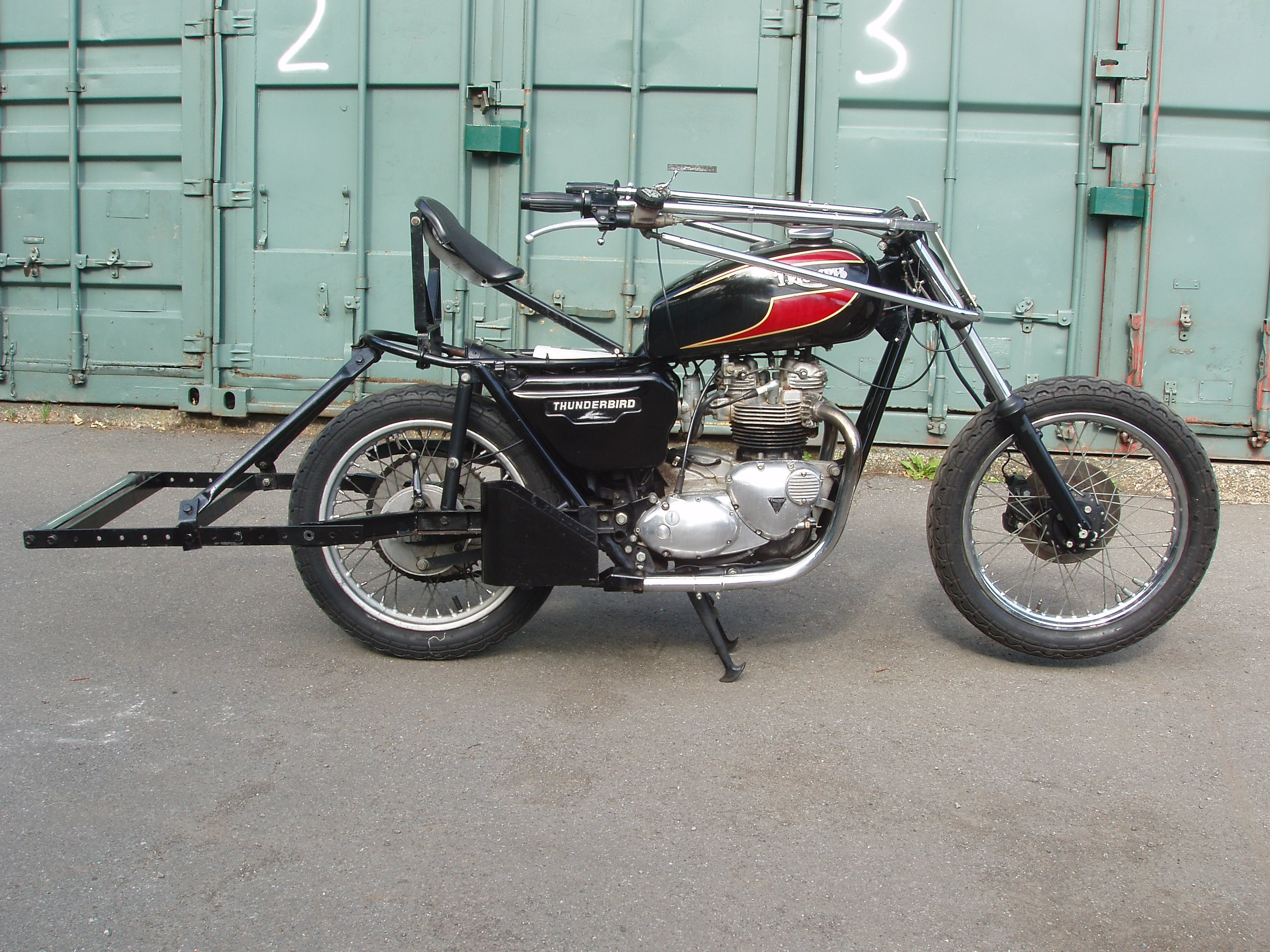
Triumph TR65 Thunderbird Derny uit 1982
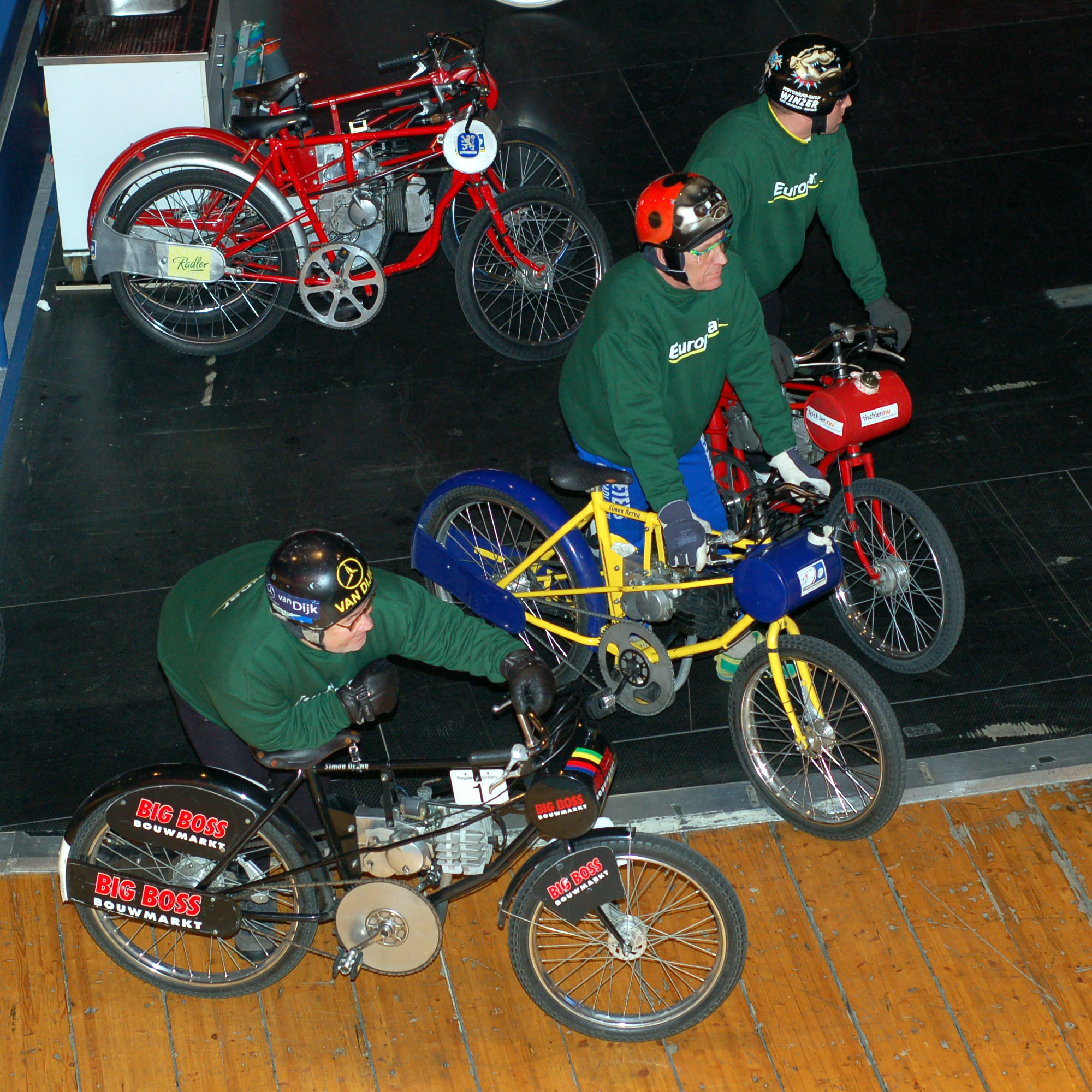
Gangmakers op derny’s maken zich klaar voor de wedstrijd